# Janiralata rajata
Janiralata rajata is een pissebed uit de familie Janiridae. De wetenschappelijke naam van de soort is voor het eerst geldig gepubliceerd in 1951 door Menzies.